# Riu Shire

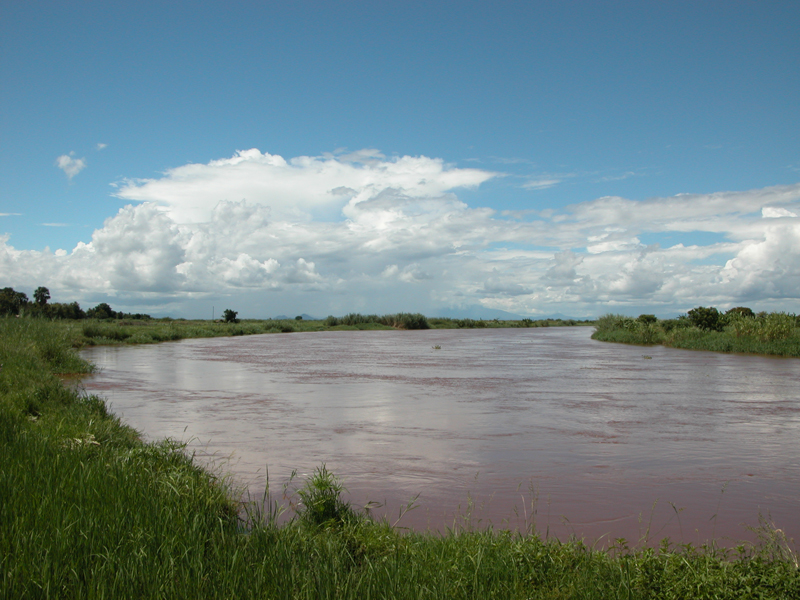
El Shire a prop de Nsanje, Malawi.

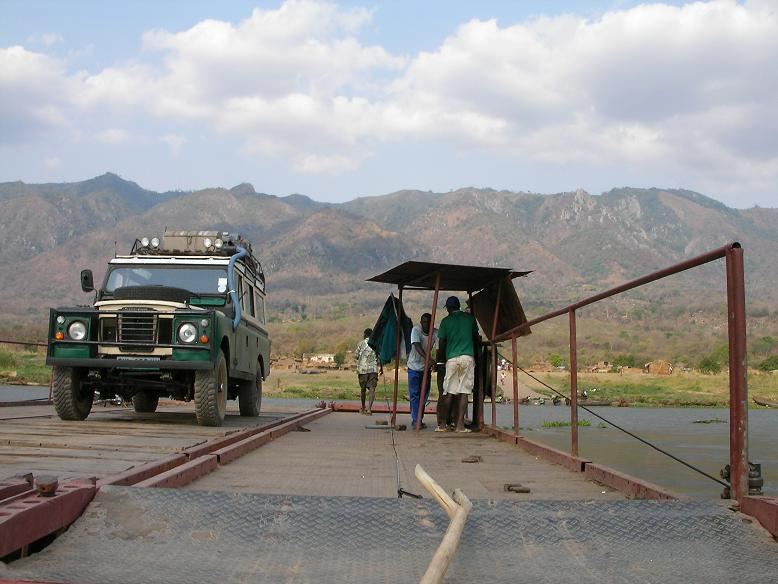
Transbordador creuant el Shire a Moçambic.

El riu Shire és un destacat riu de l'Àfrica Austral, un afluent del riu Zambeze i emissari del llac Malawi, que discorre per Malawi i Moçambic. La seva longitud és de 402 km, encara que si es considera el sistema fluvial riu Shire - llac Malawi - riu Ruhuhu, la font més llunyana del llac Malawi (d'uns 300 km), s'assoleixen uns 1.200 km. El riu Shire superior connecta el llac Malawi amb el llac Malombe.
La vall del riu forma part del sistema de la Gran Vall del Rift.